# Penisola Tapsell
La penisola Tapsell è una penisola situata nella Terra di Marie Byrd, in Antartide, e in particolare in corrispondenza della costa di Pennell.
La penisola, che raggiunge una lunghezza in direzione est/ovest di circa 37 km per una larghezza massima di circa 25 km, si estende in mare tra la baia di Yule, a nord, e l'insenatura di Smith, a sud, con la costa meridionale quasi del tutto fronteggiata dai ghiacci del ghiacciaio Barnett, raggiungendo l'altezza massima di circa 1100 m s.l.m. nella sua parte centrale. Tra i ghiacciai presenti sulla penisola, si possono citare il Fortenberry, che scorre verso nord, e il McElroy, che scorre verso sud per andarsi ad unire al Barnett.

## Storia
La penisola è stata mappata per la prima volta dallo United States Geological Survey grazie a fotografie scattate dalla marina militare statunitense (USN) durante ricognizioni aeree e terrestri effettuate nel periodo 1960-63, e così battezzata nel 1969 dal Comitato neozelandese per i toponimi antartici in onore del comandante della baleniera Brisk, di base a Port Ross, nelle isole Auckland, dal 1849 al 1852. In un viaggio esplorativo condotto nel febbraio 1850, Tapsell navigò a sud verso le isole Balleny e quindi a ovest, lungo il parallelo 67°S, fino alla longitudine di 143°E.